# غلين كيني
غلين كيني (بالإنجليزية: Glenn Kenny)‏ هو ناقد سينمائي وصحفي أمريكي، ولد في 8 أغسطس 1959.

## روابط خارجية
- غلين كيني على موقع IMDb (الإنجليزية)
- غلين كيني على موقع IMDb (الإنجليزية)
- غلين كيني على موقع ميتاكريتيك (الإنجليزية)
- غلين كيني على موقع روتن توميتوز (الإنجليزية)
- غلين كيني على موقع كينوبويسك (الروسية)